# 古賀史生
古賀 史生（こが ふみお、1951年10月4日-）は日本中央競馬会（JRA）美浦トレーニングセンター南に所属していた元調教師である。旧姓は望月。古賀末喜調教師の娘と結婚し古賀姓を名乗る。

## 来歴
1970年、広島県立呉三津田高等学校を卒業。浪人生活を経て翌1971年、成蹊大学法学部法律学科に入学。在学中は馬術部に所属していた。卒業後は馬に関わる仕事がしたいと思い、1975年、麻布獣医科大学獣医学部に入学。1979年に卒業し、獣医師免許を取得した。北海道の育成牧場での研修を経て1980年、JRA・美浦トレーニングセンターの斎藤籌敬厩舎で調教助手となる。1981年、古賀末喜厩舎に移籍。
1988年に調教師免許を取得し、翌1989年に厩舎開業。初出走は3月18日、中山競馬第10競走の総武特別にキリーコンコルドが出走し、3着だった。初勝利は4月29日、東京競馬第6競走をエリジアムで勝利した（延べ10頭目）。1990年7月15日、トキノリバティーでセイユウ記念を勝ち、重賞初勝利を挙げた。
2022年2月28日付けで定年のため、調教師を引退した。

## 調教師成績
|            | 日付          | 競馬場・開催  | 競走名       | 馬名               | 頭数 | 人気 | 着順 |
| ---------- | ------------- | ------------- | ------------ | ------------------ | ---- | ---- | ---- |
| 初出走     | 1989年3月18日 | 2回中山7日10R | 総武特別     | キリーコンコルド   | 12頭 | 6    | 3着  |
| 初勝利     | 1989年4月29日 | 2回東京3日6R  | 3歳未勝利    | エリジアム         | 16頭 | 3    | 1着  |
| 重賞初勝利 | 1990年7月15日 | 2回札幌4日9R  | セイユウ記念 | トキノリバティー   | 12頭 | 1    | 1着  |
| GI初出走   | 1992年4月19日 | 3回中山8日10R | 皐月賞       | セイショウマインド | 17頭 | 17   | 17着 |

## 代表管理馬
※カッコ内は主な勝ち鞍
- トキノリバティー（1990年セイユウ記念）
- トキオパーフェクト（1998年クリスタルカップ、中日スポーツ賞4歳ステークス）
- シンコウスプレンダ（1998年京成杯オータムハンデキャップ、2000年エルムステークス）
- サーガノヴェル（2001年フェアリーステークス、2002年クリスタルカップ）
- デモリションマン（2004年新潟ジャンプステークス）
- アドマイヤホクト（2007年ファルコンステークス）
- ショウナンアポロン （2016年マーチステークス）

## 受賞
- 優秀調教師賞（関東）：1990年

## 主な厩舎所属者
※太字は門下生。括弧内は厩舎所属期間と所属中の職分。
- 竹本貴志（2004年 騎手）
- 伊藤工真（2008年-2011年 騎手）